# Morillas (Campo Lameiro)
Morillas (llamada oficialmente Santiago de Morillas) es una parroquia y un lugar del municipio español de Campo Lameiro, en la provincia de Pontevedra, Galicia.

## Toponimia
La parroquia también es conocida por el nombre de Santiago P. de Morillas.

## Historia
Hacia mediados del siglo XIX, el lugar, por entonces referido como una feligresía, tenía contabilizada una población de 228 habitantes. Aparece descrito en el undécimo volumen del Diccionario geográfico-estadístico-histórico de España y sus posesiones de Ultramar de Pascual Madoz con las siguientes palabras:

MORILLAS (Santiago): felig. en la prov. de Pontevedra (3 1/2 leg.), dióc. de Santiago (7), part. jud. de Caldas de Reyes (2 1/2), ayunt. de Campo (1): sit. á la falda del monte Salgueiron en terreno quebrado: la combaten principalmente los vientos del SO.; el clima es húmedo y las enfermedades mas comunes calenturas bibliosas y nerviosas. Comprende el l. de Caneda que con el de su nombre componen 49 casas; escuela de primeras letras freceuntada por 28 niños, cuyo maestro se halla dotado con los fondos de una obra pia; y algunos manantiales en la pobl. y en el térm. de cuyas aguas delgadas y frescas se surten los vec. La igl. parr., de la cual es aneja la de San Isidro de Montes, está servida por un cura de provision ordinaria en concurso: en el átrio de dicha igl. se halla el cementerio. Confina el term. N. felig. de Arcas y Codeseda; E. Quireza; S. Montes, y O. Campo; estendiéndose una leg. de N. á S. y lo mismo de E. á O. El terreno: parte pizarroso y parte de granito es de mediana calidad, comprende los montes denominados Salgueiron y Candal poblados de tojos, de cuyas vertientes se forma un arroyo que fertiliza algunos prados y da impulso á distintos molinos harineros. Los caminos son locales, pasando tambien por el térm. la carretera que conduce á Baños de Cuntis, y una vereda de empalme que dirige á la cap. del part.: el correo se recibe en la carteria de Sacos en donde lo deja al paso el conductor de Pontevedra. prod.: maiz, centeno, patatas y castañas; se cria ganado vacuno, lanar y cabrío, y hay caza de perdices, conejos y algunas liebres. ind.: la agricultura y molinos harineros, dedicándose tambien los hab. á la carpinteria y canteria. pobl.: 48 vec., 228 alm. contr. con su ayuntamiento. (V.)
(Madoz, 1848, p. 608)

## Organización territorial
La parroquia está formada por dos entidades de población:
- Caneda
- Morillas

## Demografía

### Parroquia
| Gráfica de evolución demográfica de Morillas (parroquia) entre 2000 y 2023 |
|                                                                            |
| Datos según el nomenclátor publicado por el INE.                           |

### Lugar
| Gráfica de evolución demográfica de Morillas (lugar) entre 2000 y 2023 |
|                                                                        |
| Datos según el nomenclátor publicado por el INE.                       |

## Patrimonio
- Iglesia de Santiago.[9]